# الشركات المستدامة
الشركات المستدامة أو الشركات الخضراء، مؤسسات ذات تأثير سلبي ضئيل أو ذات تأثير إيجابي محتمل على البيئة العالمية أو المحلية أو المجتمع أو الجماعات أو الاقتصاد، وهي شركات تسعى جاهدة لتلبية الخط ثلاثي الأساس. ينتمون إلى مجموعات مختلفة ويشار إليهم جميعًا في بعض الأحيان باسم «الرأسمالية الخضراء». غالبًا ما يكون للشركات المستدامة سياسات تقدمية في مجالي البيئة وحقوق الإنسان. توصف الشركة بأنها خضراء بشكل عام إذا طابقت المعايير الأربعة التالية:
1. دمج مبادئ الاستدامة في كل قرار من قراراتها التجارية.
2. توفير منتجات أو خدمات صديقة للبيئة تحل محل الطلب على المنتجات و/أو الخدمات غير الخضراء.
3. السعي لأن تكون خضراء أكثر من السعي للمنافسة التقليدية.
4. تقديم التزام دائم بالمبادئ البيئية في عملياتها التجارية.

## المجال البيئي
تتمحور إحدى المبادرات الرئيسية للشركات المستدامة حول القضاء على الضرر البيئي الناجم عن إنتاج سلعها واستهلاكها أو تقليله. يمكن قياس تأثير مثل هذه الأنشطة البشرية من حيث عدد غازات الدفيئة المنتجة بوحدات ثاني أكسيد الكربون ويشار إليها بالبصمة الكربونية. يُشتق مفهوم البصمة الكربونية من تحليل البصمة البيئية، التي تبحث في القدرة البيئية المطلوبة لدعم استهلاك المنتجات.
تتبنى الشركات مجموعة واسعة من المبادرات الخضراء. أكثر الأمثلة شيوعًا هو «عدم استخدام الورق» أو اعتماد المراسلات الإلكترونية بدلًا من الورق عندما يكون ذلك ممكنًا. تشمل أمثلة الممارسات التجارية المستدامة على مستوى أعلى ما يلي: تجديد المنتجات المستعملة (مثل تعديل معدات اللياقة البدنية التجارية المستخدمة قليلًا لإعادة بيعها)، مراجعة عمليات الإنتاج للتخلص من النفايات (مثل استخدام قالب أكثر دقة لقطع التصميمات)، واختيار المواد الخام والعمليات غير السامة. وجد المزارعون الكنديون أن القنّب بديل مستدام لبذور اللفت في تناوب المحاصيل التقليدي كمثال، إذ لا يتطلب القنب المزروع من أجل الألياف أو البذور مبيدات حشرية أو مبيدات الأعشاب.
يراعي قادة الشركات المستدامة أيضًا تكاليف دورة الحياة للعناصر التي ينتجونها. يجب مراعاة تكاليف المدخلات فيما يتعلق بالقوانين واستخدام الطاقة والتخزين والتخلص. يعد التصميم من أجل البيئة (دي إف إي) أيضًا عنصرًا من عناصر الأعمال التجارية المستدامة. تمكن هذه العملية المستخدمين من النظر في الآثار البيئية المحتملة للمنتج والعملية المستخدمة لصنع ذلك المنتج.
أدت الفرص العديدة لاعتماد الممارسات الخضراء إلى ضغوط كبيرة على الشركات من المستهلكين والموظفين والمنظمين الحكوميين وأصحاب المصلحة الآخرين. لجأت بعض الشركات إلى الغسل الأخضر بدلًا من إجراء تغييرات ذات مغزى، أو مجرد التسويق لمنتجاتها بطرق توحي بممارسات خضراء. أُحيل العديد من المنتجين في صناعة ألياف الخيزران للقضاء بسبب التسويق لمنتجاتهم على أنها «خضراء» أكثر مما هي عليه في الواقع. تعامل عدد لا يحصى من الشركات الأخرى مع تيار الاستدامة على محمل الجد، وتمتعوا بأرباح رغم ذلك.
حلل شالتيغر وزملاؤه في كتابهم «استدامة الشركات في المقارنة الدولية» الوضع الحالي لإدارة استدامة الشركات والمسؤولية الاجتماعية للشركات عبر 11 دولة. اعتمد بحثهم على دراسة استقصائية واسعة النطاق ركزت على نية الشركات لمتابعة إدارة الاستدامة (أي الدافع والمسائل)، ودمج الاستدامة في المنظمة (أي ربط الاستدامة بالعمل الأساسي، وإشراك وظائف الشركة، واستخدام دوافع قضايا الشركات من أجل الاستدامة) والتنفيذ الفعلي لمقاييس إدارة الاستدامة (أي إدارة شؤون أصحاب المصلحة، وأدوات ومعايير إدارة الاستدامة، والمقاييس).
يوثق كتاب ريتشارد سايريني «ذا غورت كلاود» (2009) تجارب الشركات المستدامة في أمريكا واعتمادها على المجتمع الأخضر الواسع غير المرئي، والمشار إليه باسم «غورت كلاود» للحصول على الدعم والسوق. تجتذب شركات الاستثمار الأخضر بالتالي اهتمامًا غير مسبوق. يُخصَّص بنك الاستثمار الأخضر في المملكة المتحدة حصريًا لدعم الطاقة المحلية المتجددة، إلا أن المملكة المتحدة وأوروبا ككل متخلفون عن المعدل المثير التي حددته الدول النامية من حيث التنمية الخضراء. تخلق شركات الاستثمار الأخضر الكثير من الفرص لدعم ممارسات التنمية المستدامة في الاقتصادات الناشئة. تساعد هذه الشركات أصحاب الشركات الصغيرة في الدول النامية الذين يسعون للحصول على تعليم في مجال الأعمال التجارية، وقروض ميسورة التكلفة، وشبكات توزيع جديدة لمنتجاتهم «الخضراء»، من خلال تقديم قروض بالغة الصغر واستثمارات أكبر.
تعدّ إعادة تصنيع المنتجات بحيث يمكن إطالة عمر المواد المستخدمة، طريقة فعالة للشركات للمساهمة في الحد من النفايات.

## المجال الاجتماعي
تعد المنظمات التي ترد الجميل للمجتمع، سواء من خلال تطوع الموظفين بوقتهم أو من خلال التبرعات الخيرية، مستدامة اجتماعيًا. يمكن للمنظمات أيضًا تشجيع التعليم في مجتمعاتها من خلال تدريب موظفيها وتقديم التدريب الداخلي للأعضاء الأصغر سنًا في المجتمع. تزيد ممارسات مثل تلك من مستوى التعليم ونوعية الحياة في المجتمع.
يجب أن تحافظ الشركات على الموارد الاجتماعية- متضمنة الموظفين والعملاء (المجتمع) وسمعته- بنفس القدر الذي تحافظ فيه على الموارد البيئية الضرورية، حتى تكون مستدامة بالفعل.

## استراتيجيات استدامة الشركات
يمكن أن تهدف استراتيجيات استدامة الشركات إلى الاستفادة من فرص الإيرادات المستدامة، مع حماية قيمة الأعمال من زيادة تكاليف الطاقة، وتكاليف تلبية المتطلبات التنظيمية، والتغييرات في الطريقة التي ينظر بها العملاء إلى العلامات التجارية والمنتجات، والسعر المتقلب للموارد.
لا يمكن دمج جميع الاستراتيجيات البيئية في الحافظة البيئية للشركة على الفور. تشمل الاستراتيجيات التي تمارس على نطاق واسع ما يلي: الابتكار، والتعاون، وتحسين العمليات، وإعداد تقارير الاستدامة.
- الابتكار والتكنولوجيا:

تركز هذه الطريقة الانطوائية لممارسات الشركات المستدامة على قدرة الشركة على تغيير منتجاتها وخدماتها نحو إنتاج أقل للنفايات، وأفضل الممارسات المستدامة.
- التعاون:

يسهّل تكوين شبكات مع شركات مماثلة أو شريكة تبادل المعرفة ويدفع الابتكار.
- تطوير العملية:

المسح والتحسين المستمر للعملية ضروريان للحد من النفايات. يساعد وعي الموظف بخطة الاستدامة على مستوى الشركة في تكامل العمليات الجديدة والمحسّنة.
- تقارير الاستدامة:

تقارير دورية عن أداء الشركة فيما يتعلق بالأهداف. تُدمج هذه الأهداف غالبًا في مهمة الشركة (كما في شركة فورد موتور).
- جعل سلسلة التوريد خضراء:

الشراء المستدام مهم لأي إستراتيجية استدامة لأن تأثير الشركة على البيئة أكبر بكثير من المنتجات التي تستهلكها. نموذج شهادة مؤسسة بي مثال جيد على نموذج يشجع الشركات على التركيز على ذلك.
قد تفكر الشركات بالإضافة إلى ذلك في تنفيذ نظام دقيق للقياس والإدارة مع إجراءات إعادة التعديل، بالإضافة إلى منتدى منتظم لجميع أصحاب المصلحة لمناقشة قضايا الاستدامة.
السجل المتكامل لقياس الأداء في الاستدامة، هو قياس للأداء ونظام الإدارة، ويهدف إلى تحقيق التوازن بين التدابير المالية وغير المالية وكذلك التدابير قصيرة وطويلة الأجل. كما يدمج استراتيجيًا بوضوح الأهداف البيئية والاجتماعية والأخلاقية ذات الصلة، في نظام إدارة الأداء العام، ويدعم إدارة الاستدامة الاستراتيجية.